# Berndt Federley (ämbetsman)
Berndt Federley, född 22 december 1799 i Åbo, död 13 januari 1863 i Helsingfors, var en finländsk ämbetsman. Han var farfars far till historikern Berndt Federley i släkten Federley. 
År 1847 utnämndes Federley till guvernör i Vasa län, 1854 i Kuopio län och kallades 1855 till chef för senatens kammarexpedition. Som senator försvarade han ständernas rättigheter. Han avgick 1862 efter förflyttning till justitiedepartementet på grund av sin opposition.